# János-hegy
János-hegy är ett berg i Ungerns huvudstad Budapest. Toppen på János-hegy är 527 meter över havet.

## Galleri

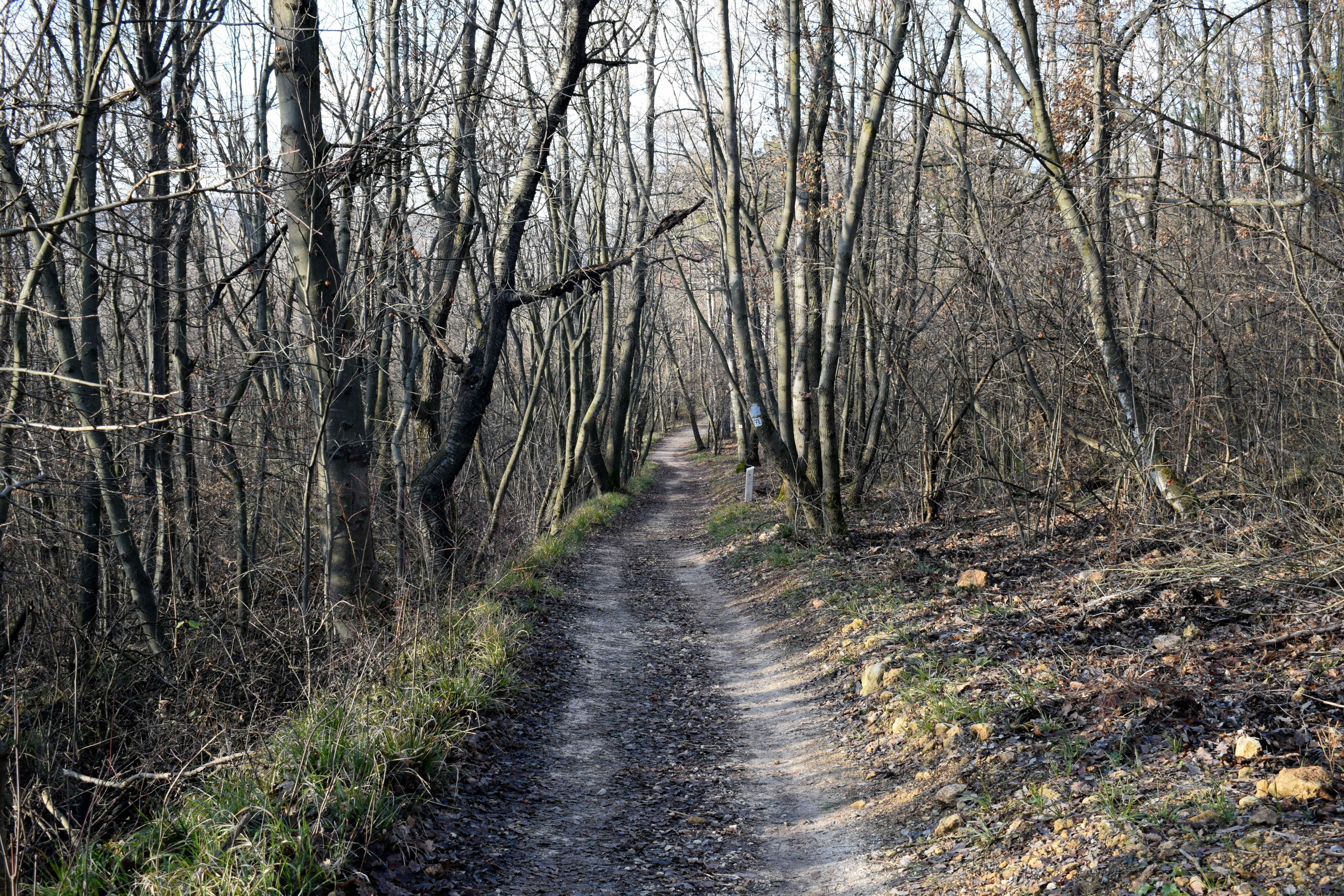
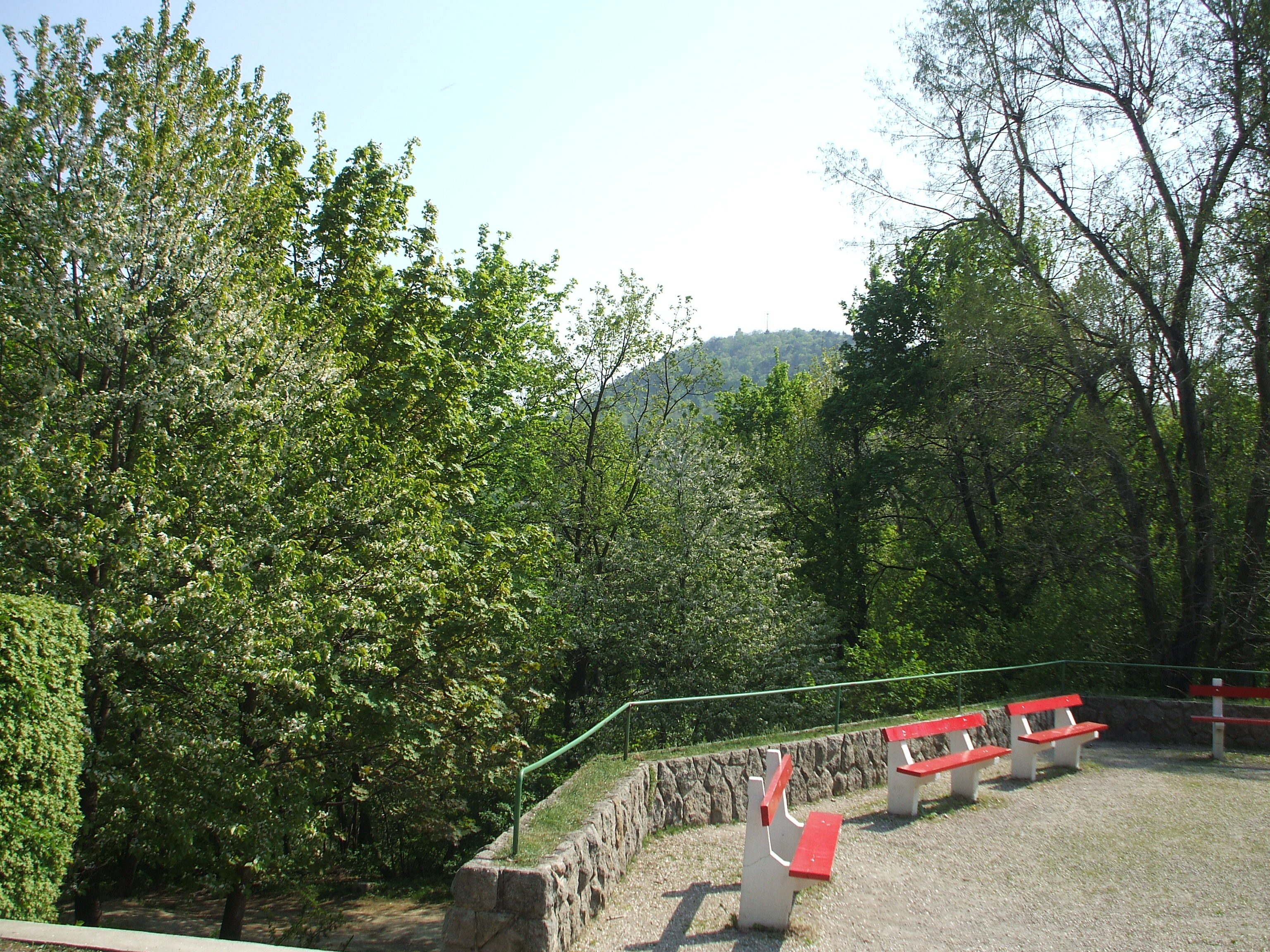
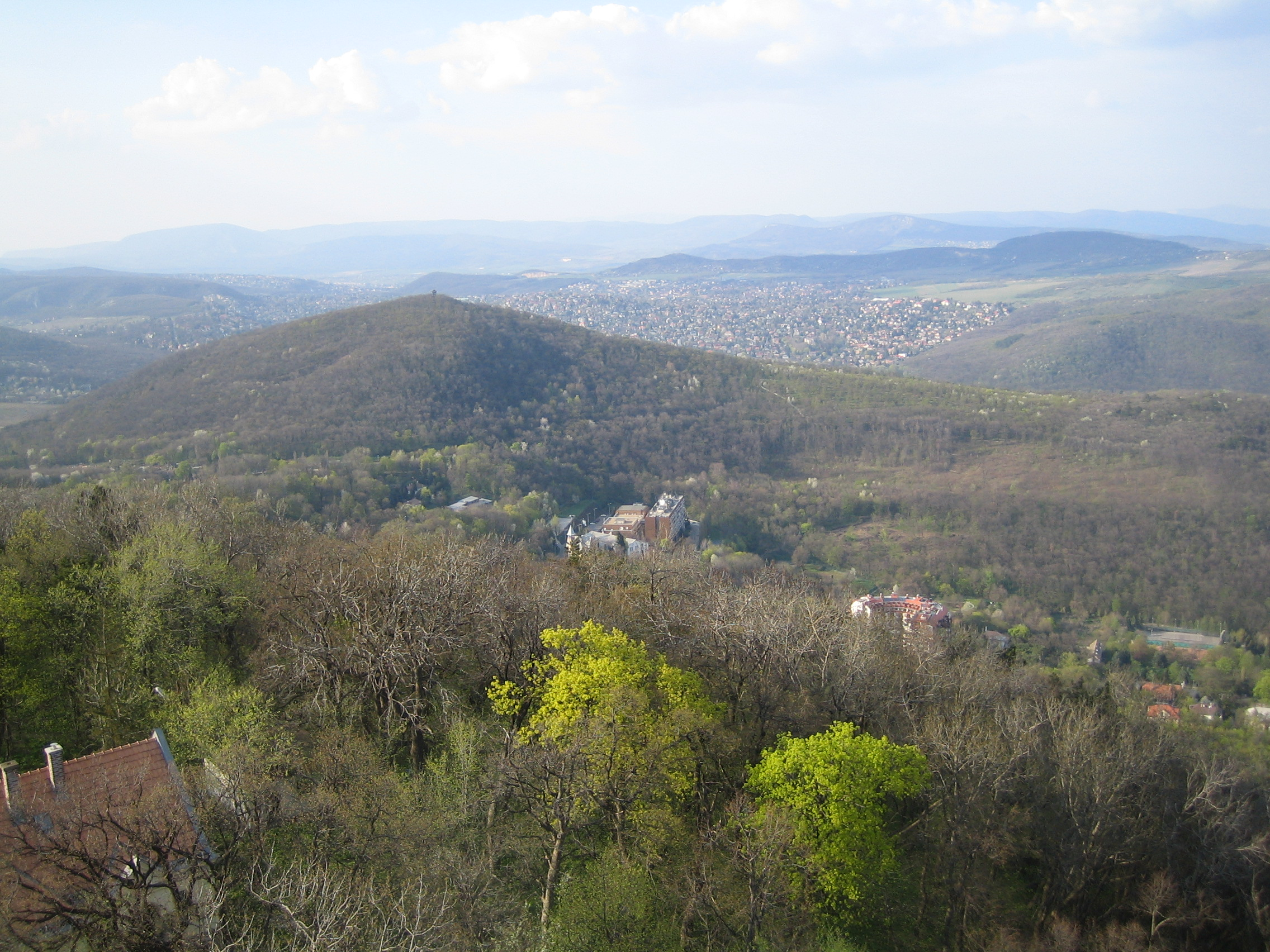
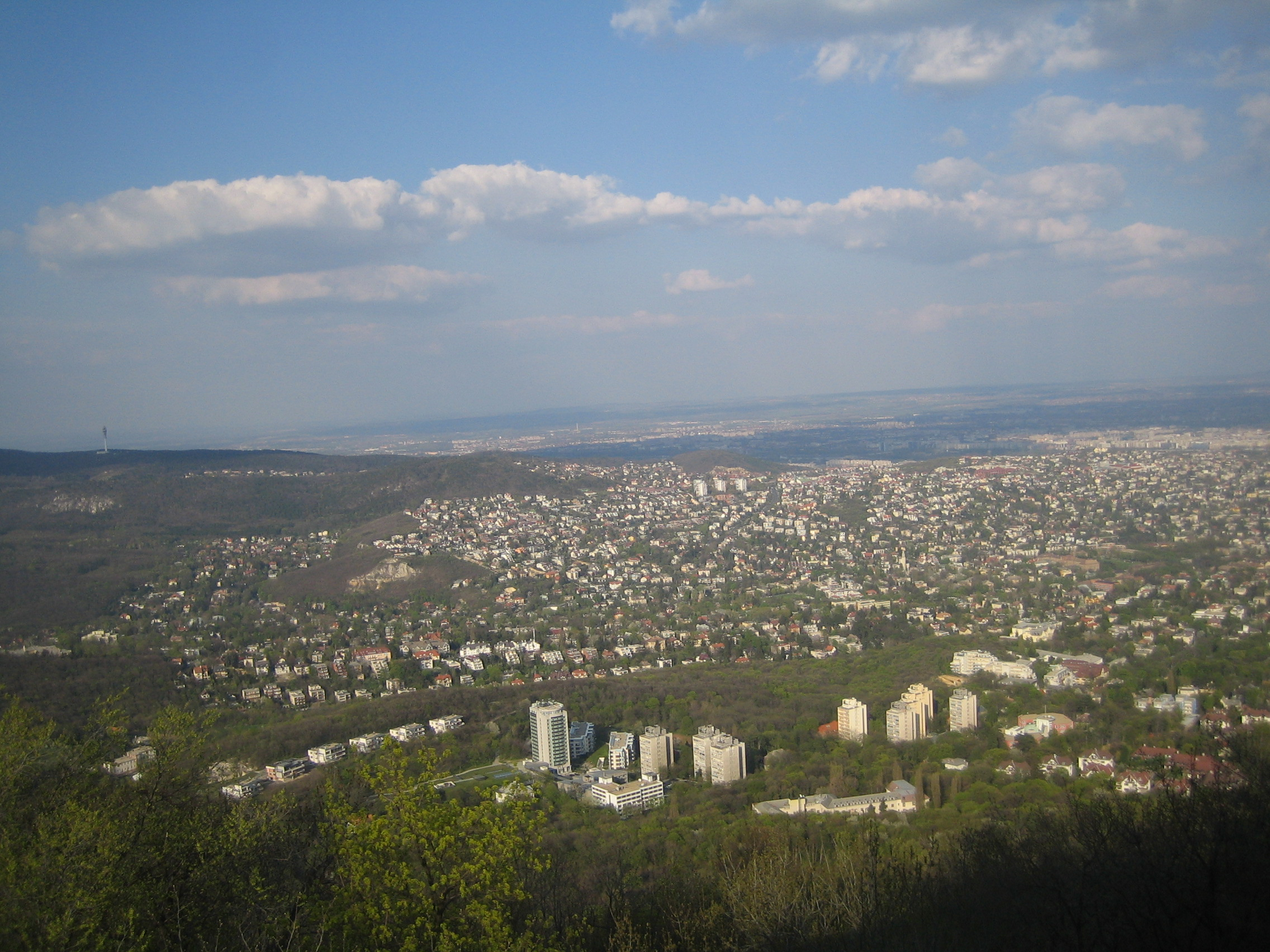
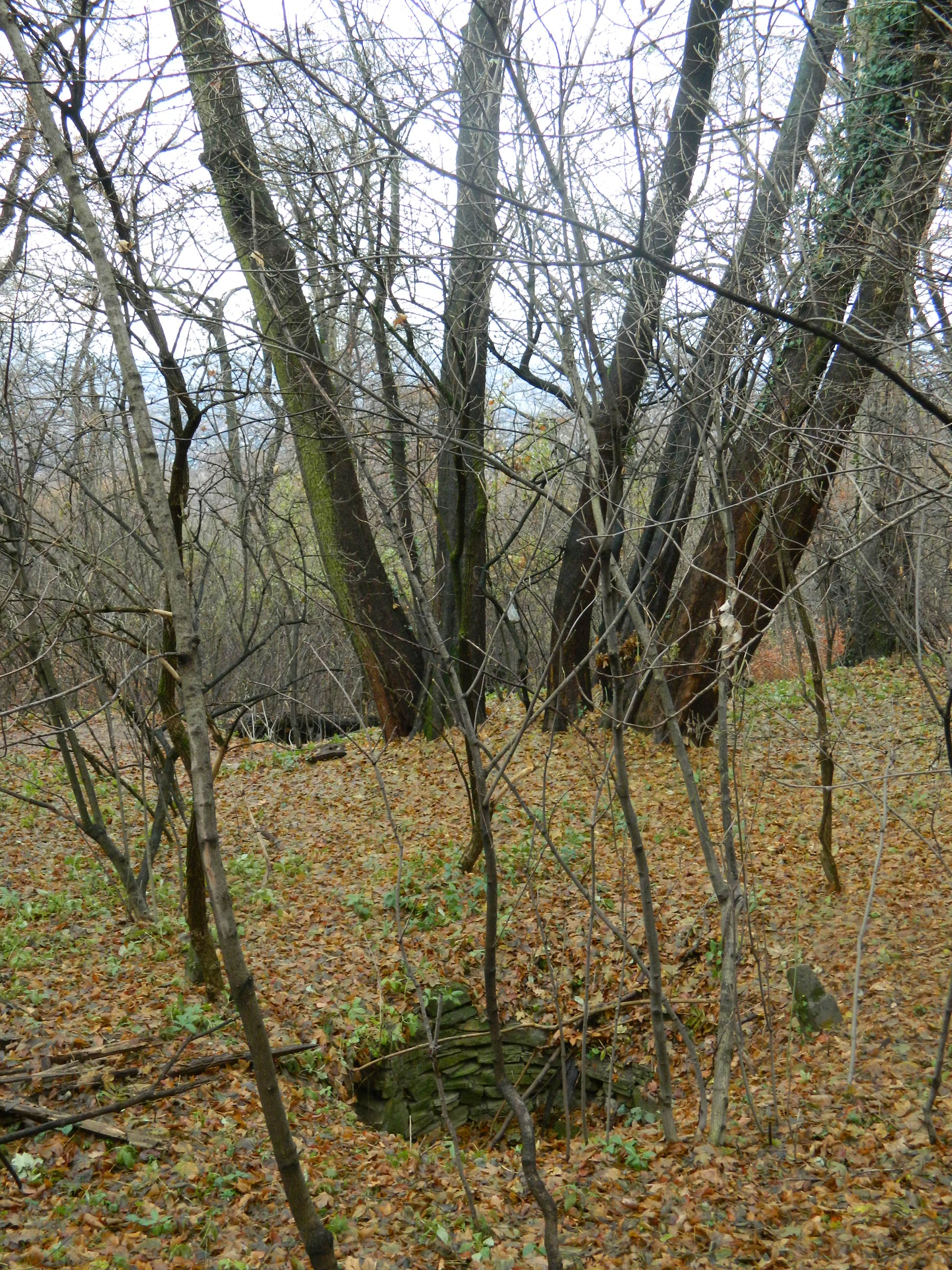